# Бенфатто, Аттилио
Атти́лио Бенфа́тто (итал. Attilio Benfatto; 11 марта 1943, Каселле-де-Руффи, Венеция — 5 апреля 2017, Мирано, Венеция) — итальянский шоссейный и трековый велогонщик, выступавший на профессиональном уровне в период 1966—1977 годов. Бронзовый призёр чемпионата мира на шоссе, серебряный и бронзовый призёр чемпионатов мира на треке, участник многих крупнейших шоссейных велогонок, победитель двух этапов «Джиро д’Италия».

## Биография
Аттилио Бенфатто родился 11 марта 1943 года в коммуне Каселле-де-Руффи провинции Венеция, Италия.
Начинал спортивную карьеру как любитель, выступая одновременно на треке и на шоссе. Впервые заявил о себе в 1963 году, став чемпионом Италии среди любителей в командной гонке преследования.
Первого серьёзного успеха на международном уровне добился в сезоне 1964 года, когда вошёл в основной состав итальянской национальной сборной и побывал на трековом чемпионате мира в Париже, откуда привёз награду серебряного достоинства, выигранную в командном преследовании на 4 км среди любителей — в финале итальянские велогонщики уступили команде ФРГ.
В 1966 году Бенфатто перешёл в профессионалы, подписав контракт с командой Salamini–Luxor TV. В дебютном сезоне в новом коллективе он проехал Велогонку Мира, выиграв третий её этап, принял участие в многодневной гонке «Тур де л’Авенир», став победителем четвёртого этапа, финишировал на 28 позиции в классической однодневной гонке «Джиро ди Ломбардия». Помимо этого, выступил на шоссейном чемпионате мира в Нюрбургринге, где завоевал бронзовую медаль в командном зачёте профессионалов. В 1967 году дебютировал на «Джиро д’Италия», но до конца не доехал, сойдя с дистанции на одном из этапов. Занял 60 место в классике «Милан — Сан-Ремо».
Сезон 1968 года провёл в команде Kelvinator, но здесь ничем особенным не запомнился.
В период 1969—1973 годов представлял сильную итальянскую команду Scic, с которой регулярно выступал на «Джиро», в том числе сумел выиграть здесь два этапа, дважды поучаствовал в «Тур де Франс». Среди других достижений — десятое место в классической однодневке «Льеж — Бастонь — Льеж», 35 место на «Париж — Рубе», 70 место на «Туре Фландрии».
Впоследствии Бенфатто оставался действующим профессиональным спортсменом вплоть до 1977 года, выступая за такие итальянские команды как Filcas, Wega–GBC, Soldati и Bianchi–Campagnolo, хотя в последнее время сколько-нибудь значимых результатов на шоссе уже не показывал. Одно из последних серьёзных достижений в его спортивной карьере — бронзовая медаль на трековом чемпионате мира в Монреалье, полученная в зачёте гонки за лидером.
Умер 5 апреля 2017 года в коммуне Мирано в возрасте 74 лет.